# レイズ (企業)

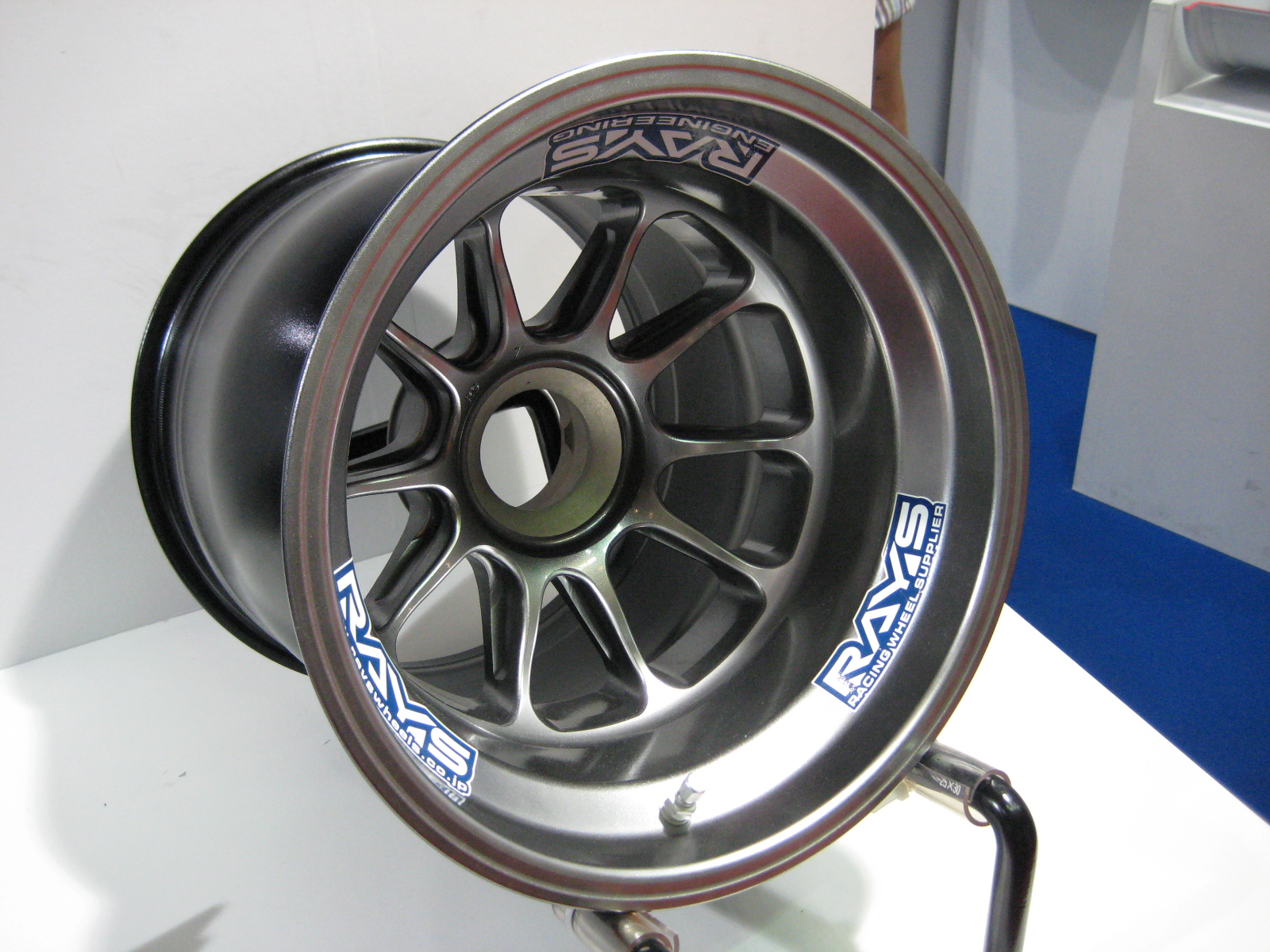
レイズ製F1用マグネシウムホイール

株式会社レイズ（英: RAYS Co., Ltd.）は、大阪府東大阪市に本社を置く自動車用アルミホイールの販売会社。

## 主なブランド
- VOLK RACING（ボルクレーシング）
- gramLIGHTS(グラムライツ）
- VERSUS（ヴェルサス）
- VMF（ヴェルサス･モード･フォージド）
- WALTZ FORGED(ヴァルツ･フォージド)
- HOMURA(ホムラ)
- TEAM DAYTONA(チーム･デイトナ)
- AｰLAP(エーラップ)
- TBR(ツーブラザーズレーシング)

その他、TRD、NISMO、無限、ラリーアートなど各自動車メーカー系チューナーが発売するホイールも同社が手がけている。また国内外問わず自動車メーカー純正オプション品として設定されることもある。

## 会社概要
- 創業：1973年
- グループ社員数：231名（2008年9月）
- グループ売上高：200億円（2020年）

### グループ会社
- 株式会社レイズエンジニアリング （鍛造ホイールの製造を手がける。VOLKRACINGブランドには、同社のマークも付いていることが多い）
- 株式会社レイズアールアンドデー
- RAYS U.S.A.INC.
- 株式会社レイズクリエイティブ
- 株式会社レイズファウンダリー
- 株式会社レイズC.W.P（鋳造ホイールの製造）
- マルカサービス株式会社

## 会社沿革
- 1973年 　レイズ創業、レイズエンジニアリング創業
- 1977年 　株式会社レイズ設立
- 1979年 　株式会社レイズエンジニアリング設立
- 1980年 　東京営業所開設
- 1981年 　福岡営業所、高松営業所開設、レーシングディビジョン発足
- 1982年 　株式会社レイズクリエイティブ設立、二輪事業部発足
- 1983年　デザイン室バナナムーン発足、株式会社パーツバンク、株式会社ツイン設立、仙台営業所開設
- 1984年　株式会社レイズエンジニアリング八尾工場新設
- 1986年　西宮流通センター開設
- 1988年　広島営業所開設、鋳造部門の株式会社ベスター設立
- 1989年　株式会社レイズエンジニアリング八尾工場増設、3,500t鍛造2号機導入
- 1990年　株式会社リザ設立
- 1991年　札幌営業所開設、3,500t鍛造3号機導入

- 1992年　名古屋営業所開設、株式会社レイズR&D設立
- 1993年　北陸営業所開設
- 1994年　西宮流通センター自動倉庫稼働、鋳造部門のパシフィックアロイロジスティクス株式会社設立
- 1995年　第二営業部発足、RM8000鍛造機導入、株式会社レイズエンジニアリング奈良工場新設
- 1997年　海外事業部発足、株式会社リザと株式会社パーツバンクを合併
- 1999年　RM8000鍛造機2号機導入、椿精密金型工業株式会社設立
- 2000年　株式会社レイズファウンダリー移転、株式会社ベスターより社名変更
- 2001年　東京営業所移転
- 2003年　フジ・パシフィックアロイ株式会社設立
- 2004年　レイズU.S.A.Inc.設立、10,000t鍛造機導入
- 2005年　鋳造製造関連会社を株式会社RAYS･CWPへ統合、浜松流通センター開設
- 2006年　株式会社レイズと株式会社リザおよび株式会社ツインを合併
- 2007年　Williams F1 team へホイール供給開始
- 2008年　株式会社レイズ本社を移転
- 2012年　RAYS･CWP 大口径対応加工ライン増設
- 2013年　RAYS･CWP 開発部テスト機器増強構築
- 2015年　TOYOTA GAZOO Racing team　へ WEC 用レーシングホイール供給開始、マルカサービス株式会社を完全子会社化
- 2016年　マッチングデータベースシステム導入、RAYS･CWP 浜北工場C棟新設